# Estação Novoiassenevskaia
Novoiassenevskaia (em russo:  Новоясеневская) é uma estação terminal da linha Kalujsko-Rijskaia (Linha 6) do Metro de Moscovo, na Rússia. Estação «Novoiassenevskaia» está localizada após a estação «Iassenevo».